# Ernst Beutel

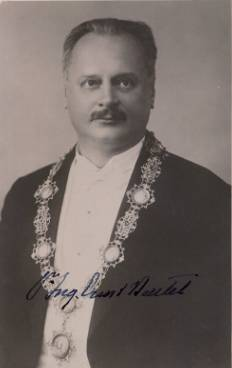

Ernst Johann Emanuel Beutel (* 5. April 1877 in Šternberk, Mähren; † 6. November 1944 in Wien) war ein österreichischer Chemiker, als Ordinarius an der Hochschule für Welthandel ein Hauptvertreter der technologischen Fachausrichtung in der Warenkunde.

## Leben
Er studierte von 1894 bis 1902 an der Hessischen Ludwigs-Universität zu Gießen, promovierte 1899 zum Dr. phil. (Dissertation: „Über die Toluylbiguanide und das Benzylbiguanid“), seine Studien setzte er fort an den Technischen Hochschulen in Wien und Graz, unter dem Grazer Rektorat von Friedrich Reinitzer (Ordinarius für Botanik, Warenkunde und technische Mikroskopie) promovierte er 1910 zum Dr.techn. (Dissertation: „Über die Einwirkung der Goldwasserstoffsäure auf wässrige Lösungen von Ferrocyankalium“).
Ab 1910 beginnt sein warenkundliches Wirken als Professor und Vorstand der Chemisch-Technischen Abteilung des k.k. Lehrmittelbureaus für gewerbliche Unterrichtsanstalten in Wien, wo er in einem Bericht über diese Abteilung eine umfangreiche systematische Ordnung sämtlicher warenkundlicher Lehrmittel seiner Zeit entworfen hat.
Er wohnte von Februar 1911 bis Februar 1914 in der Bilrothstraße 31, 1190 Wien, bis November 1914 in der Heiligenstädterstraße 26, 1190 Wien und danach in der Chimanistraße 5, 1190 Wien, wo er mit seiner Frau Paula, geb. Göller, lebte. Ein Neffe seiner Witwe ist der warenwissenschaftliche Fachdidaktiker Richard R. Göller, verehelichter Kiridus-Göller, der sein Wohnhaus zum Lebensmittelpunkt hatte.
Als Chemiker galt sein Interesse der Farbchemie, insbesondere der Metallfärbung. 1919 wird er Honorardozent für Farbchemie an der Akademie der bildenden Künste in Wien, wo er bis 1941 lehrte und auch für die akademische Malerei bis heute aktuelle Fachliteratur zur Farbchemie publizierte.
Er folgte nach der Gründung der Wiener Hochschule für Welthandel dem o. Prof. der Warenkunde Hofrat Siegmund Feitler (1859–1920) nach, welcher der Schöpfer der Wiener Warenkundesammlung an der k.k. Exportakademie war. Diese auf die Wiener Weltausstellung zurückgehende, mit Beständen aus dem Handelsmuseum zusammengelegte Warenkundesammlung bildete den Grundstock für das von Ernst Beutel übernommene „Institut für Warenkunde“, das er 1926 in „Technologisches Institut“ umbenannte. Er war 1926 bis 1944 Ordinarius für Technologie, in den Studienjahren 1929 bis 1931 Rektor der Hochschule für Welthandel. Seiner Amtszeit zuzurechnen ist das Promotionsrecht der Hochschule für Welthandel (jetzt: Wirtschaftsuniversität Wien), damit hat er auch dem eigenen Fach die Habilitationsmöglichkeit eröffnet.
Gemeinsam mit seinen Assistenten Franz Hanika, Edmund Grünsteidl (Habilitation 1933) und Artur Kutzelnigg (Habilitation 1939) setzt er im warenkundlichen Laboratorium den Forschungsschwerpunkt auf chemische Prüfverfahren. In seiner Lehrtätigkeit legte er in Zusammenschau der Produktionsvorgänge die Technologie generalistisch an, womit die Periode der bis dahin enzyklopädisch betriebenen Warenkunde überwunden war. Die warenkundliche Einführung in die Technologie orientierte er an Wilhelm Ostwald.
Neben seiner Eigenschaft als Vorstand des Technologischen Instituts war Ernst Beutel Mitglied der Diplomprüfungskommission der Hochschule, gerichtlich beeideter Sachverständiger, Mitglied des Patentgerichtshofs, sowie in- und ausländischer wissenschaftlicher Gesellschaften und Verfasser und Herausgeber zahlreicher wissenschaftlicher Publikationen.

## Bedeutung
Zur Bedeutung seiner Lehrkanzel an der Hochschule für Welthandel vertrat er die Überzeugung, dass verantwortungsvoll im Bankwesen tätig zu werden kaum möglich sei, ohne die Industrie zu kennen. Dies setze eine technologische Grundbildung zum Verstehen realökonomischer Vorgänge voraus, somit sei die Lehre von den Waren unentbehrlich für alljene, die im Wirtschaftsleben richtungsweisend sind.
Die Bedeutung und Fortentwicklungen seiner Lehrmeinung
Edmund Grünsteidl (1900–1971), der 1946 auf die Lehrkanzel nachfolgte, öffnete die unter Beutel naturwissenschaftlich orientierte Technologie den betriebswirtschaftlichen Problemstellungen und gab dem Institut die Bezeichnung „Technologie und Warenwirtschaftslehre“. Josef Hölzl (Ordinarius 1972–1991) stellte die Allgemeine Technologie auf eine systemtheoretische Grundlage, wodurch das warenwissenschaftliche Fach sich den ökologischen Fragen öffnete.
Das auf Ernst Beutel zurückgehende „Technologische Institut“ bestand an der Wirtschaftsuniversität Wien bis zur Emeritierung des Ordinarius Gerhard Vogel im Oktober 2012 weiter, zuletzt unter der Bezeichnung „Technologie und nachhaltiges Produktmanagement“, es wurde zur Zeit der Übersiedlung der Wiener Wirtschaftsuniversität in den Campus auf dem Wiener Messegelände geschlossen.

## Werke (Auswahl)
Warenlehre
- Ernst Beutel: Die Handelshochschule, Lehrbuch der Wirtschaftswissenschaften. Ergänzungsband Kapitel VIII: Warenkunde, Kapitel XIV: Technologie  1932,
- Ernst Beutel: Grundriss der Warenkunde. Industrieverlag Späth & Linde, Berlin 1933.
- Ernst Beutel: Einführung in die Technologie. Industrieverlag Späth & Linde, Berlin 1933.
- Karl Hassack, Ernst Beutel, Artur Kutzelnigg:
  - Warenkunde I: Anorganische Waren.
  - Warenkunde II: Organische Waren. 8. Aufl., Sammlung Göschen (de Gruyter), Berlin 1959.

Farbenlehre
- Friedrich Linke und Ernst Beutel: Die Malerfarben, Mal- und Bindemittel und ihre Verwendung in der Maltechnik. 4. Auflage, Esslingen am Neckar, Paul Neff Verlag 1924.
- Ernst Beutel: Die Werkstoffe des Kunst- und Dekorationsmalers, Anstreichers und Lackierers. Ein Lehr- und Handbuch für Künstler und Gewerbetreibende. 2. Auflage. Wien, Leipzig, Deutscher Verlag für Jugend und Volk, 1931.
- Ernst Beutel: Bewährte Arbeitsweisen der Metallfärbung, ein Werkstättenbuch für gewerbetreibende Industrielle und Künstler. 3. erweiterte Auflage. Wien, Braumüller 1939, Ausgabe 1925, books.google.at